# Plaza de Bilbao (San Sebastián)
La plaza de Bilbao es un espacio público de la ciudad española de San Sebastián.

## Descripción
La plaza, en la que confluyen las calles de Guetaria, de Alfonso VIII y de Prim, honra con el título a Bilbao, capital de la provincia vecina de Vizcaya, desde 1891. Aparece descrita en Las calles de San Sebastián (1916) de Serapio Múgica Zufiria con las siguientes palabras:

Plaza de Bilbao.—En sesión de 16 de Noviembre de 1891 se acordó dar el nombre de «Plaza de Bilbao» a la situada en la confluencia de las calles de Guetaria, Alfonso VIII y Prim, dando frente a la estación de ferrocarril del Norte, con el cual se comunica por medio del «Puente de María Cristina». Se quiso con ello dar una prueba de simpatía, muy justificada y legítima, a la opulenta y floreciente capital de Vizcaya, y afirmar una vez más y en forma que pase a la posteridad, los lazos de hermandad que ligan entre si a las diversas porciones del territorio vasco.
(Múgica Zufiria, 1916, p. 154)